# Nuevas rutas en sonido
Nuevas Rutas en Sonido es el segundo álbum de la banda Mexicana The Spiders. Lo primero que llama la atención en este es la ausencia del armonioso órgano de Servando Ayala Bobadilla, quien en aquel entonces colaboraba con La Revolución de Emiliano Zapata uno de los elementos sobresalientes de su álbum debut, pero sus arreglos no dejan de ser finos y sobrios, dando un papel principal a la guitarra de "el Tucky" quien comenzó a demostrar su excelsa técnica en la guitarra, cosa que prueba con una magistral elaboración de riffs y arreglos que lo colocan como uno de los más grandes guitarristas mexicanos de la historia. Tony Vierling Hernández dando muestras de su tremendo dominio vocal, pero esta vez incorporando sonidos desgarrados de su voz, semejante a John Kay de Steppenwolf, Manuel Olivera luciéndose con escalas y líneas tremendas al bajo, que por momentos eclipsa los demás instrumentos y Enrique Chaurand incansable con los platillos, redobles y remates hasta en las piezas más lentas. 
En este álbum la banda muestra consistencia con su gigantesco debut, nunca dieron por sentado su clásico sonido, siempre buscaron expandirse, y aquí dejan un poco los sonidos psicodélicos para ahondar un poco en el Hard Rock podemos encontrar incluso algunos matices progresivos, o ritmos más latinos. El grupo no desaprovecha su talento, siguiendo con la tendencia de un rock muy fino y bien estructurado, con una clara influencia de blues y donde la guitarra cobra un papel más preponderante que en el álbum debut.

## Lista de canciones
1. "You Are The People (Help Yourself)" - 2:48
2. "Just One Of Those Days" - 4:06
3. "Are You Sure (You Got Me)" - 2:50
4. "Won't Be Comin' Home Tonight" - 4:28
5. "Without My Lady (I'm Feeling Bad)" - 3:44
6. "What Your Feel" - 2:38
7. "Past Pages" - 5:02
8. "I'm So Glad" - 4:42
9. "For You" - 2:22
10. "Goodbye (See You Soon)" - 3:55

## Miembros
- Tony Vierling Hernández - Voz, Tablá  y guitarra rítmica
- Reynaldo Díaz "el Tucky" Vélez  - Guitarra líder y armónica
- Manuel Olivera - Bajo y percusiones
- Servando Ayala Bobadilla - piano
- Enrique Chaurand - Batería

- Datos: Q17385255